# Sofia Bekatorou

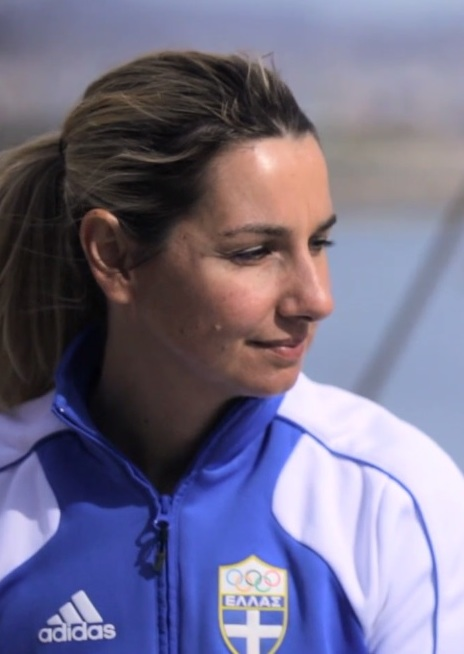
Sofia Bekatorou

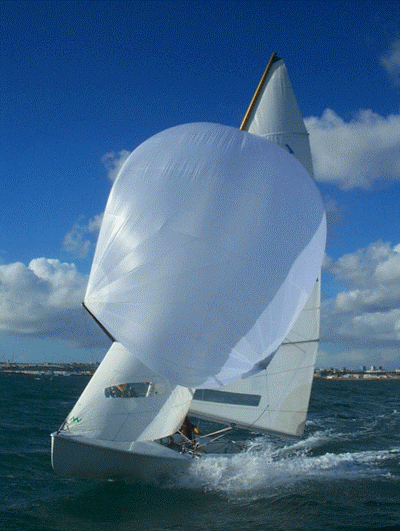
In einer 470er Jolle wurde Bekatorou Olympiasiegerin und vierfache Weltmeisterin

Sofia Bekatorou, seit ihrer Heirat eigentlich Sofia Bekatorou-Kosmatopoulou (griechisch Σοφία Μπεκατώρου-Κοσματοπούλου, * 26. Dezember 1977 in Athen), ist eine griechische Regattaseglerin.
In der Bootsklasse der 470er Jollen wurde sie mit ihrer langjährigen Segelpartnerin Emilia Tsoulfa vierfache Weltmeisterin und Olympiasiegerin. Bekatorou wurde für diese Leistungen – gemeinsam mit Tsoulfa – zweifach die renommierte Auszeichnung Weltseglerin des Jahres (ISAF Rolex World Sailor of the Year) der International Sailing Federation verliehen.
Seit 2006 nimmt Bekatorou mit wechselnden Mitseglerinnen auf einem Yngling-Kielboot an Regatten teil. Nach einem dritten Platz bei der Europameisterschaft 2007 gewann sie 2008, mit Virginia Kravarioti und Sofia Papadopoulou, eine Bronzemedaille bei den Olympischen Spielen in Peking.
Bekatorou segelt für den Nautischen Club von Tzitzifies in Kallithea (Griechenland).

## Leben
Sofia Bekatorou besuchte 1997–1998 die technische Ingenieursschule in Piräus, studierte anschließend zwei Jahre Bauingenieurwesen an der Nationalen Technischen Universität Athen. Von 2000 bis 2004 studierte sie Psychologie an der Panteion-Universität Athen, außerdem arbeitete sie als Segeltrainerin.
Aufgrund ihrer Olympia-Goldmedaille im Jahr 2004 wurde Bekatorou der Rang eines Leutnants der griechischen Armee verliehen. Zu dem Rang werden alle griechischen Sportler befördert, die bei Olympischen Spielen einen sechsten oder besseren Platz erringen; die Sportler werden nicht zu Armeediensten herangezogen, sondern erhalten durch die Verleihung ein Gehalt vom griechischen Staat. Außerdem wurde im Jahr 2005 EFG Eurobank Ergasias (drittgrößte Bank Griechenlands) Sponsor von Bekatorou und ihrer Segelpartnerin Tsoulfa. Eurobank blieb Bekatorous Sponsor auch nach deren späterem Umstieg auf das Yngling-Kielboot mit anderen Segelpartnern.
Segeln – einschließlich Training anderer Segler und Komiteemitgliedschaften (z. B. Mitglied der International Sailing Federation 2000–2006) – macht den Großteil von Bekatorous Aktivitäten aus. 2005 organisierte sie das Grecotel dream race auf der griechischen Insel Mykonos. Die Veranstaltung vom 14. bis 17. August 2005 diente der Werbung und Unterstützung des Segelsports auf Mykonos und stellte drei jungen Segelsportlern der Insel je ein Stipendium und ein Boot zur Verfügung. An der Veranstaltung segelten vier griechische und vier internationale Gruppen mit. Auf den Meldelisten standen neben Bekatorou, Tsoulfa und ihrem Bruder Theodoros Tsoulfa auch mehrere Teilnehmer des America’s Cups.
Bei den Olympischen Spielen 2016 war Bekatorou Fahnenträgerin der griechischen Mannschaft.
Daneben ist Bekatorou auch anderweitig – vor allem sportlich – aktiv. Bereits 2001 lief sie bei einem Marathon mit. Als Hobbys neben dem Laufen nennt Bekatorou Fahrradfahren, Skilaufen, Tanzen und Kochen. 2006 nahm sie an einer Aktion teil, bei der Olympia-Goldmedaillengewinner Geld für missbrauchte Frauen sammelten.
Im November 2020 erstattete Bekatorou Strafanzeige gegen einen Funktionär des griechischen Segelverbands und beschuldigte ihn, sie 1998 vergewaltigt zu haben. Der Fall erzeugte große Aufmerksamkeit in der griechischen Öffentlichkeit.
Bekatorou spricht neben ihrer griechischen Muttersprache deutsch (Mittelstufeprüfung des Goethe-Instituts), englisch (First Certificate der Cambridge International Examinations) sowie französisch und spanisch.
Bekatorou lebt in Athen und ist mit Andreas Kosmatopoulos (* 26. September 1968) verheiratet, der selbst ein Weltmeister in der 470er-Klasse ist.

## Seglerischer Werdegang: Beginn und 470er-Karriere
Mit acht Jahren begann Bekatorou auf einem Optimisten das Segeln. Im folgenden Jahr nahm sie in dieser Bootsklasse an ihrer ersten Regatta teil und errang nach einem weiteren Jahr ihren ersten Regattasieg, ebenfalls mit einem Optimisten. In den folgenden Jahren weitete sie ihre Segelerfahrungen und -erfolge immer weiter aus.
Ihren ersten bedeutenden internationalen Wettbewerb bestritt Bekatorou mit einer Jacht, als sie 1994 auf einer ILC 40 an der Weltmeisterschaft in Griechenland teilnahm.
Ihre größten Erfolge errang sie allerdings in der Bootsklasse der 470er Jollen: Achtmal wurde sie darin griechische Meisterin. Dabei segelte sie meist mit ihrer Landsfrau und Vorschoterin (d. h. zuständig für das Vorsegel) Emilia Tsoulfa. 1998 errangen die beiden Griechinnen in der 470er-Klasse bei der Europameisterschaft und bei der Weltmeisterschaft den dritten Platz.
Im Jahr 2000 nahmen sie an den Olympischen Spielen in Sydney (Australien) teil und wurden Vierzehnte. Im gleichen Jahr begannen sie eine Siegesserie, die in der 470er-Klasse bis heute beispiellos ist: Bekatorou und Tsoulfa wurden vierfache Weltmeisterinnen in Folge (2000–2003) und dreifache Europameisterinnen (2000–2002) in Folge.
Keine 100 Tage vor den Olympischen Spielen 2004 in Athen musste Bekatorou die Weltmeisterschaft in Zadar (Kroatien) abbrechen und für eine dringende Rückenoperation nach Athen zurückkehren. Es galt als fast sicher, dass Bekatorou deswegen nicht an den Spielen teilnehmen können würde. Doch trotz der Trainingsunterbrechung gelang Bekatorou und Tsoulfa in der Klasse der 470er nicht nur die Teilnahme, sondern auch ein überragender Erfolg: Nach Siegen in fünf Einzelrennen und einem großen Punktvorsprung brauchten die Griechinnen zum letzten (elften) Einzelrennen nicht einmal mehr zu starten und gewannen souverän mit 24 Punkten Vorsprung die Goldmedaille. Bekatorou und Tsoulfa wurden in ihrer Heimatstadt Athen über Nacht zu Helden und wurden am Ende der Olympischen Spiele damit geehrt, dass sie die olympische Flamme auslöschen durften. Wie für andere griechische Goldmedaillengewinner wurde außerdem eine Briefmarke mit ihrem Bild (Bekatorou und Tsoulfa gemeinsam) herausgegeben.
2002 und 2004 wurden Bekatorou und Emilia Tsoulfa für ihre seglerischen Leistungen zur Weltseglerin des Jahres (seit 2001: ISAF Rolex World Sailor of the Year Awards) gekürt. Bereits 2001 waren sie für die Auszeichnung nominiert worden.

## Seglerischer Werdegang: Jachten, einschließlich Yngling

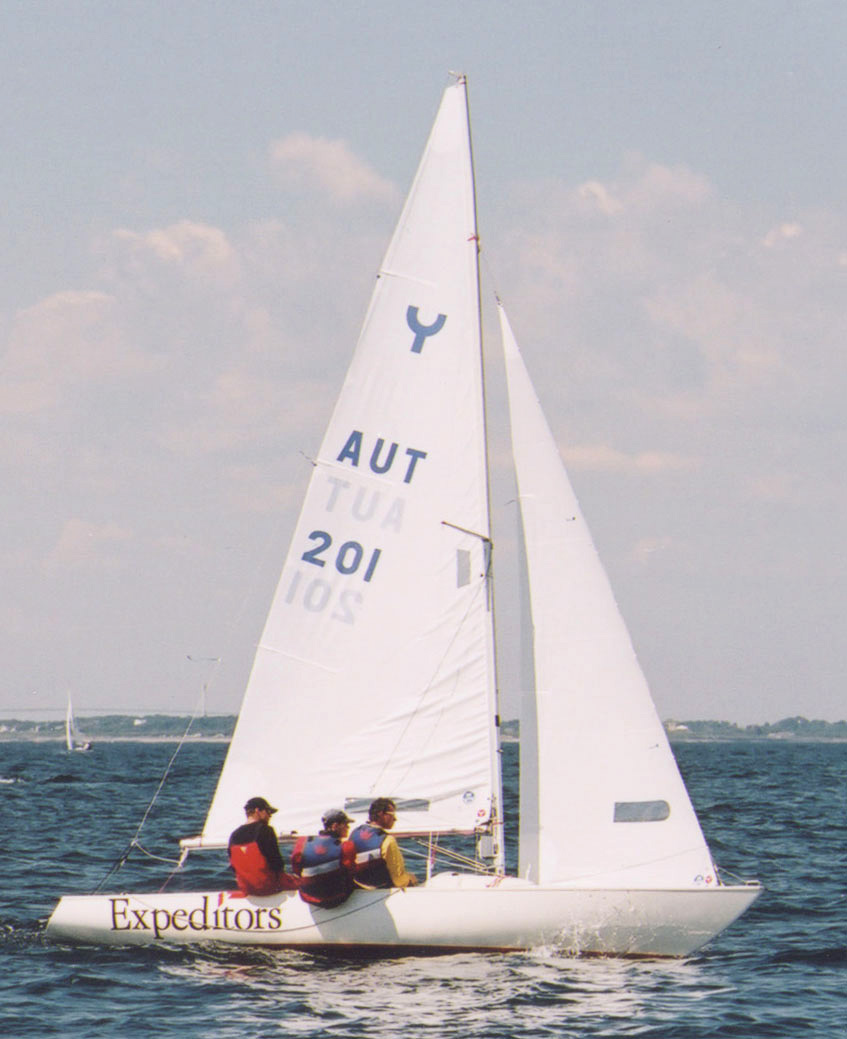
In einem Yngling holte Bekatorou 2008 bei den Olympischen Spielen und der Europameisterschaft Bronze

Bekatorou blieb weiterhin auch im Jachtsport aktiv. 2001 errang sie als Strategin der Siemens-Mannschaft den Vizeweltmeistertitel mit einer IMS 600. 2005 brachte sie als Strategin bzw. Taktikerin eine Farr 40 (die Atalanti) und eine TP 52 auf zweite Plätze bei Regatten vor Florida bzw. vor Punta Ala (Toskana) im Mittelmeer. 2005 nahm sie außerdem vor Key West an einer TP-52-Regatta unter dem erfolgreichen Skipper Paul Cayard teil.
Nach insgesamt acht Jahren Segelpartnerschaft von Bekatorou und Tsoulfa in der 470er-Klasse zog sich Tsoulfa aufgrund einer Schwangerschaft zumindest zeitweise aus dem Segelsport zurück. Bekatorou hat sich seither vollständig den Kieljachten zugewandt. Bei der ISAF-gewerteten Match-Race-Regatta Athens Mecca Match Race des Jachtclubs Griechenland gewann sie den ersten Platz.
Außerdem begann Bekatorou, mit den griechischen Seglerinnen Aliki Kourkoulou (Αλίκη Κούρκουλου) und Sofia Papadopoulou (Σοφία Παπαδοπούλου) auf einem Yngling-Kielboot zu trainieren. Im Februar 2006 errangen sie ihren ersten Sieg und segelten im verbleibenden Jahr auf ISAF-gewerteten Regatten auf Platz 12 (HRH Princess Sofia Trophy vor Palma) und Platz 18 (Holland Regatta vor Medemblik in Nordholland).
Ende Februar 2007 führte Bekatorou die Yngling mit Papadopoulou und mittlerweile Christina Charamountani (Χριστίνα Χαραμουντάνη) zum Sieg auf der Athens Eurolymp Week (19. – 24. Februar 2007). Auf der mittlerweile in Breitling Regatta umbenannten ehemaligen Holland Regatta gelangte das Trio auf Platz 8, bei den Weltmeisterschaften 2007 erreichte es im portugiesischen Cascais den 16. Platz. Der Höhepunkt des Jahres kam für die drei Seglerinnen im September mit Platz 3 bei der Yngling-Europameisterschaft in Warnemünde.
Im Winter 2008 begann die Saison der drei Griechinnen nur langsam, mit einem 17. Platz bei der Regatta Rolex Miami ORC vor Miami und wenige Tage später am gleichen Ort einem 14. Platz bei der Yngling-Weltmeisterschaft, der aber für einen der letzten vier Qualifikationsplätze für die Olympischen Spiele 2008 in China genügte. Einen zehnten Platz ersegelte Bekatorou bei der (auch nicht-europäischen Seglern offenstehenden) Europameisterschaft 2008 im spanischen Blanes mit Sofia Papadopoulou und Virginia Kravarioti, die sich 2004 bei den Olympischen Spielen im Europe Platz 9 gesichert hatte.
Beim Yngling-Wettbewerb der Olympischen Spiele 2008 in Qingdao konnten sich Bekatorou, Papadopoulou und Kravarioti in den einzelnen Rennen nach einem anfänglichen 10. und 12. Platz bis auf einen zweiten Platz (5. Rennen) verbessern und gewannen schließlich die Bronzemedaille.

## Hinweis
Dieser Artikel in seiner ursprünglichen Version vom 2. März 2007 stützt sich auf die Informationen von der Seite der International Sailing Federation über die Nominierten für die Auszeichnung Weltsegler des Jahres 2004 sowie Biografie und Neuigkeiten von Bekatorous Internetseite www.bekatorou.com (englisch/griechisch) (alle abgerufen am 1. März 2007).
| Personendaten    | Personendaten                                                   |
| ---------------- | --------------------------------------------------------------- |
| NAME             | Bekatorou, Sofia                                                |
| ALTERNATIVNAMEN  | Bekatorou-Kosmatopoulou, Sofia; Μπεκατώρου-Κοσματοπούλου, Σοφία |
| KURZBESCHREIBUNG | griechische Seglerin                                            |
| GEBURTSDATUM     | 26. Dezember 1977                                               |
| GEBURTSORT       | Athen                                                           |